# Enso (företag)
Enso Oyj var ett finländskt skogsindustriföretag, bildat 1996 genom att Enso-Gutzeit och Veitsiluoto gick ihop. Det slogs ihop med Stora till Stora Enso 1998. 
Enso-Gutzeit Oy grundades som W. Gutzeit & Co. av Wilhelm Gutzeit, halvbror till Benjamin Wegner, i Norge. År 1872 startade sonen Hans Gutzeit ett sågverksföretag, vilket senare fusionerades med massatillverkaren Enso. 
På 1930-talet blev Enso-Gutzeit en av Europas ledande pappersmassetillverkare. Andra världskriget innebar att större delen av företagets anläggningar förstördes, och massafabrikerna hamnade till största delen efter mellanfreden i Moskva i Ryssland.
Under efterkrigstiden satsade Enso-Gutzeit framgångsrikt på kartongtillverkning och på 1960-talet hade man återtagit sin betydelse som ett av Europas viktigare trävaruföretag. År 1993 köptes konkurrenten Tampella Forest. År 1996 fusionerades bolaget med pappersbruket Veitsiluoto Oy (grundat i Kemi 1932) och 1997 köptes aktiemajoriteten i det tyska skogsföretaget E. Holtzmann & Cie..